# The Expedition

The Expedition est le premier album live du groupe Kamelot sorti en 2000.

## Liste des chansons
1. Intro
2. Until Kingdom Come
3. Expedition
4. The Shadow Of Uther
5. Millenium
6. A Sailorman's Hymn
7. The Fourth Legacy
8. Call Of The Sea
9. Desert Reign / Nights Of Arabia
10. We Three Kings
11. One Day
12. We Are Not Separate